# Арнолд фон Зирсберг
Арнолд фон Зирсберг (на немски: Arnold von Siersberg; * пр. 1242; † сл. 1270 или септември 1294) е благородник от Зирсберг в Херцогство Лотарингия, господар на замък Зирсбург/Зирсберг (в днешен Релинген-Зирсбург) на река Нид в Саарланд.
Той е син на Алберт фон Зирсберг († 13 век) и съпругата му Мехтхилд фон Сарверден и Киркел, дъщеря на граф Хайнрих I фон Сарверден-Киркел († 1242) и Ирментруд фон Боланден († сл. 1256). Майка му е внучка на граф Лудвиг I фон Сарверден († сл. 1200) и Гертруд фон Дагсбург. Внук е на Арнулф фон Зирсберг († сл. 1180). Брат е на Йоханес I фон Киркел († сл. 1271).
Арнолд фон Зирсберг получа бащиния му Зирсбург. През 1242 г. брат му Йохан получава половината от замък Киркел и през 1250 г. се нарича „фон Киркел“.
Резиденцията на рода е замък Зирсбург (Зирсберг). Замъкът служи за контрол на корабоплаването и търговските пътища. Господарите фон Зирсберг са в персоналунион също господари на Дилинген от другата страна на река Саар. Дилинген тогава не е самостоятелно господство, а принадлежи към Зирсбург.

## Фамилия
Арнолд фон Зирсберг се жени за Елизабет († сл. 1264). Те имат два сина:
- Йохан фон Зирсберг (* пр. 1284; † 1319), рицар, женен за Катерина де Тионвил († сл. 1299) († сл. 1299; родители на:
  - Арнолд фон Зирсберг-Дилинген († 6 юни 1345)
  - Катарина фон Зирсберг († 1311), омъжена пр. 6 април 1300 г. за фогт Боемунд фон Хунолщайн-Цюш († 7 януари 1334)
- Арнолд фон Зирсберг († сл. 1306)